# Trần Văn Truyền
Trần Văn Truyền (sinh ngày 20 tháng 10 năm 1950, bí danh Ba Truyền) là một chính khách Việt Nam. Ông từng giữ nhiều chức vụ quan trọng trong Đảng Cộng sản Việt Nam và Nhà nước Việt Nam và từng giữ chức Tổng Thanh tra Chính phủ Việt Nam, Ủy viên Ban Chấp hành Trung ương Đảng Cộng sản Việt Nam khóa IX, X, 
và cũng là người sở hữu một số cơ ngơi đồ sộ đưa đến cuộc điều tra của Ủy ban Kiểm tra Trung ương.

## Tiểu sử
Ông sinh ngày 20 tháng 10 năm 1950; quê ở xã Mỹ Nhơn, huyện Ba Tri, tỉnh Bến Tre. Ông có cha và anh là liệt sĩ, mẹ là Bà mẹ Việt Nam anh hùng, bản thân ông Truyền cũng là thương binh khi tham gia kháng chiến

## Sự nghiệp chính trị
Ông từng là Ủy viên Ban Chấp hành Trung ương Đảng Cộng sản Việt Nam khóa IX, X; Đại biểu Quốc hội khóa X, XII; Tổng Thanh tra Chính phủ Việt Nam.
Ngày 9 tháng 7 năm 1968 gia nhập Đảng Cộng sản Việt Nam, được công nhận chính thức ngày 2 tháng 7 năm 1969; có trình độ học vấn là Cử nhân Luật (Theo báo Người Cao Tuổi thì đây là khai man lý lịch, vì tên ông vẫn còn nằm trong danh sách học viên không đủ điều kiện thi tốt nghiệp.)
Ông từng giữ chức vụ Bí thư Tỉnh ủy Bến Tre, Phó Chủ nhiệm Ủy ban Kiểm tra Trung ương khóa IX.
Tháng 6 năm 2006, ông Trần Văn Truyền được Quốc hội phê chuẩn vào cương vị Tổng thanh tra Chính phủ. Một năm sau đó, ông tái đắc cử với số phiếu lên đến 93%.
Ông giữ chức Tổng Thanh tra Chính phủ Việt Nam từ năm 2007 đến 2011 khi ông về hưu.
Từ tháng 3 đến tháng 8-2011, chỉ 5 tháng trước khi nghỉ hưu, ông Trần Văn Truyền đã bổ nhiệm gần 60 cán bộ cấp vụ và tương đương.

## Sai phạm
Cuối năm 2013, báo Người cao tuổi thông tin là Trần Văn Truyền có nhiều tài sản là nhà đất, biệt thự ở Bến Tre và ở Thành phố Hồ Chí Minh, gây xôn xao dư luận. Dù rằng ông Truyền đã cố chối cãi nhưng rồi, Ủy ban kiểm tra của Đảng Cộng sản đến tháng 11 năm 2014 đã có thông cáo báo chí về kết luận kiểm tra khi có dấu hiệu vi phạm về thực hiện chính sách nhà, đất đối với ông và có đề ra phương án thu hồi nhà, đất của ông ta.
Ý kiến
Ông Nguyễn Văn Nên, Chủ nhiệm Văn phòng Chính phủ cho rằng vấn đề biệt thự khủng của ông Trần Văn Truyền không là câu chuyện riêng của ông này thôi mà là câu chuyện chung của xã hội. Thông tin biệt thự khủng của ông Trần Văn Truyền được đặt trong bối cảnh thế giới cũng có những lãnh đạo đảng và nhà nước có những biệt thự tương tự xa hoa giàu có trong khi những người dân sống nghèo khổ và sau đó đã bị nhân dân phẫn nộ đạp đổ chính quyền như Tổng thống Ukraine, ông Viktor Yanukovych và xa hơn nữa là Muammar Gadaffi.
Kiểm tra tài sản
Ngày 12 tháng 6 năm 2014, trong kỳ họp thứ 7 – Quốc hội khóa XIII, khi được hỏi về khối tài sản khổng lồ phát hiện ra sau khi Tổng thanh tra Chính phủ Trần Văn Truyền về hưu, Huỳnh Phong Tranh, Tổng thanh tra Chính phủ hiện thời, cho biết hiện nay chưa có quy định về việc kê khai tài sản đối với cán bộ đã về hưu, mà chỉ có việc kê khai tài sản đối với cán bộ đương nhiệm. Với trường hợp này, khi còn đương nhiệm, ông Trần Văn Truyền đã thực hiện kê khai đầy đủ, không có dấu hiệu thiếu trung thực.
Ngày 24 tháng 7 năm 2014, Ủy ban Kiểm tra Trung ương đã điều động cán bộ đến kiểm tra và xác minh tài sản của nguyên Tổng Thanh tra Chính phủ Trần Văn Truyền. Thời gian làm việc của đoàn sẽ kéo dài 90 ngày.
Kết quả điều tra
Đến tháng 11 năm 2014 Ủy ban này đã có kết luận ông có sai phạm và kiến nghị thu hồi nhà cửa, đất đai đã vi phạm luật của ông.
- 1. Về thửa đất tại số 598B5 Nguyễn Thị Định, phường Phú Khương, thị xã Bến Tre, tỉnh Bến Tre: Trần Văn Truyền được Quân khu 9 cấp, với diện tích 210 m2 (diện tích trên thực tế là 351 m2). Tuy không phải là cán bộ quân đội nhưng được cấp mảnh đất trên là do Tỉnh đội Bến Tre đề nghị với Quân khu 9. Sau khi được cấp đất, gia đình có san lấp mặt bằng, làm tường rào nhưng không làm nhà ở mà cho người khác mượn để mở quán bán cơm. Đến năm 2002, khi được chính quyền địa phương thông báo nộp 16 triệu đồng tiền sử dụng đất để làm giấy chứng nhận quyền sử dụng đất, Trần Văn Truyền làm đơn đề nghị miễn giảm tiền sử dụng đất theo chính sách với gia đình người có công và được Cục Thuế tỉnh Bến Tre quyết định miễn giảm đúng với số tiền là 16 triệu đồng. Năm 2007, UB Kiểm tra TƯ tiến hành kiểm tra Ban Thường vụ Tỉnh ủy Bến Tre về nhà ở, đất ở. Qua kiểm tra cho thấy, năm 1992, Trần Văn Truyền đã nhận đất của Quân khu 9, đến năm 2003 Trần Văn Truyền lại được tỉnh bán cho căn nhà số 06 Lê Quý Đôn, Phường 1, thành phố Bến Tre do đó đã yêu cầu Trần Văn Truyền trả lại mảnh đất trên. Trong khi chưa giải quyết xong thì năm 2013, ông lại làm đơn xin làm nhà tạm trên lô đất này cho con dâu làm kho chứa bia và đã được Sở Xây dựng cấp giấy phép.
- 2. Về ngôi nhà số 06 Lê Quý Đôn, Phường 1, thành phố Bến Tre: Năm 2002, UBND tỉnh đồng ý cho gia đình Trần Văn Truyền được thuê căn nhà số 06 Lê Quý Đôn, Phường 1, thành phố Bến Tre với diện tích: nhà chính 118,22 m2, nhà phụ 24,48 m2, khuôn viên đất 117,69 m2. Trước khi giao nhà, Công ty Xây dựng và Phát triển nhà Bến Tre đã tiến hành sửa chữa, cải tạo mới căn nhà trên với tổng chi phí là 413,385 triệu đồng. Năm 2003, khi đã chuyển công tác ra Hà Nội, Trần Văn Truyền đã làm đơn xin mua căn nhà này và được UBND tỉnh Bến Tre ra Quyết định chuyển quyền sử dụng đất và bán cho ông căn nhà trên. Trong đơn xin mua nhà, ông Truyền cam kết chưa được cấp đất theo chính sách nhà, đất của Nhà nước. UBND tỉnh Bến Tre đã quyết định bán cho Trần Văn Truyền căn nhà trên, với số tiền miễn giảm là 76,291 triệu đồng; số tiền còn phải nộp cho Nhà nước là 277,969 triệu đồng.
- 3. Về ngôi nhà số 105 Nguyễn Trọng Tuyển, Phường 15, quận Phú Nhuận, Thành phố Hồ Chí Minh: Năm 2003, khi đã chuyển ra Hà Nội công tác, Trần Văn Truyền có đơn gửi UBND Thành phố Hồ Chí Minh trình bày hoàn cảnh có nhu cầu nhà ở tại Thành phố Hồ Chí Minh và đã được UBND Thành phố giải quyết cho thuê căn nhà số 105 Nguyễn Trọng Tuyển, Phường 15, quận Phú Nhuận. Năm 2008, do thời hạn hợp đồng gần hết, Trần Văn Truyền có làm đơn và được Công ty Quản lý - Kinh doanh nhà Thành phố Hồ Chí Minh đồng ý chuyển tên trong hợp đồng cho con gái là Trần Thị Ngọc Huệ tiếp tục được thuê căn nhà trên. Đến tháng 3-2011, Trần Văn Truyền làm đơn đề nghị UBND Thành phố Hồ Chí Minh bán căn nhà này cho ông và để con gái là Trần Thị Ngọc Huệ đứng tên và đã được các cơ quan chức năng của Thành phố Hồ Chí Minh đã đồng ý. Vào thời điểm tháng 7/2014, qua kiểm tra và báo cáo của công an quận Phú Nhuận, Trần Văn Truyền và gia đình không dùng căn nhà này mà lại cho người khác ở và bán hàng. Tại thời điểm làm đơn xin mua căn nhà này, vợ ông là bà Phạm Thị Thủy đang sở hữu căn nhà số 465/48C khu phố Phước Hậu, phường Phú Khương, Quận 9, Thành phố Hồ Chí Minh là nhà được tặng; con gái Trần Thị Ngọc Huệ cũng đang đứng tên sở hữu căn hộ 28.04A, Khu căn hộ cao cấp Hùng Vương tại Quận 5, Thành phố Hồ Chí Minh.
- 4. Về nhà công vụ tại số 61, đường Trần Quang Diệu, quận Đống Đa, thành phố Hà Nội: Năm 2004, Trần Văn Truyền được Chính phủ cho thuê nhà công vụ phòng số 607, B1, Khu nhà A, 61 Trần Quang Diệu, quận Đống Đa, thành phố Hà Nội với diện tích 95m2...Tháng 10-2011, Trần Văn Truyền nghỉ hưu theo chế độ. Đầu năm 2014, khi có thông tin, dư luận về thực hiện chế độ nhà công vụ và Ủy ban Kiểm tra Trung ương nắm tình hình thì ông mới đề nghị trả lại nhà.
- 5. Về ngôi biệt thự tại xã Sơn Đông, thành phố Bến Tre: Từ năm 2009 - 2010, con trai Trần Văn Truyền là Trần Hoàng Anh, cán bộ cảnh sát giao thông Công an tỉnh mua gom đất của 4 hộ dân (với 08 thửa liền kề), diện tích 16.567,4m2, tổng số tiền theo hợp đồng là 1,43 tỷ đồng (ngoài ra còn 01 lô đất gần 8.000 m2 của con gái là Trần Thị Ngọc Huệ mua, nhưng chưa dùng). Tháng 12-2012, căn cứ đơn đề nghị của ông Trần Hoàng Anh, UBND thành phố Bến Tre cấp phép xây dựng nhà cho ông Trần Hoàng Anh với diện tích xây dựng tầng trệt 441,71 m2; tổng diện tích sàn 1.226,61 m2; công trình có 03 tầng với chiều cao là 19,96m. Tháng 5/2014, UBND Thành phố Bến Tre đã cấp giấy chứng nhận quyền sử dụng đất, quyền sở hữu nhà và tài sản gắn liền với đất cho ông Trần Hoàng Anh. Trần Văn Truyền có báo cáo giải trình về nguồn kinh phí đầu tư xây dựng công trình trên là từ 07 tỷ đồng tiền của vợ chồng ông dành dụm và 04 tỷ đồng mượn của bà Phạm Thị Kim Anh, trú tại khu phố Phước Hậu, phường Long Phước, Quận 9, Thành phố Hồ Chí Minh và hiện ông đang ở trong căn nhà này.
- 6. Về ngôi nhà số 465/48C, khu phố Phước Hậu, phường Long Phước, Quận 9, Thành phố Hồ Chí Minh: Trần Văn Truyền là con nuôi bà Trần Thị Lý, sinh năm 1930, trú tại Quận 9, Thành phố Hồ Chí Minh. Sau khi bà Lý mất, bà Kim Anh con gái bà, đã tặng cho vợ Trần Văn Truyền là bà Phạm Thị Thủy 1 căn nhà 3 tầng, diện tích xây dựng 211,8m2, tổng diện tích sàn là 505,1m2. Truyền sau đó đã giao lại cho bà Kim Anh quản lý, nhận của bà Kim Anh 4 tỷ đồng để làm nhà biệt thự ở Bến Tre.

## Kỷ luật, thu lại nhà đất đã chiếm dụng
Ngày 6 tháng 12 năm 2014, Tỉnh ủy Bến Tre chủ trì cuộc họp kiểm điểm ông Trần Văn Truyền. Ban Thường vụ Tỉnh ủy Bến Tre đã kiểm điểm sâu và biểu quyết bằng phiếu kín để quyết định hình thức xử lý. Đa số thành viên thống nhất: "Sai phạm của ông Truyền đã đến mức phải xử lý kỷ luật và báo cáo về UBKT trung ương". Ông Truyền đã kiểm điểm trước tập thể và nói: "Tôi xin lỗi Đảng, xin lỗi nhân dân về những khuyết điểm vừa qua. Tôi đã chấp hành trả lại cho nhà nước ngôi nhà số 105 Nguyễn Trọng Tuyển, phường 15, quận Phú Nhuận, TP HCM và thửa đất trên đường Nguyễn Thị Định, TP Bến Tre".
Xem xét mức độ vi phạm đã được kết luận, kết quả kiểm điểm, khắc phục của Trần Văn Truyền, Ủy ban Kiểm tra Trung ương đã biểu quyết đề nghị Ban Bí thư xem xét thi hành kỷ luật Trần Văn Truyền bằng hình thức cảnh cáo.
Ngày 30 tháng 12, Ban Bí thư Trung ương Đảng Cộng sản Việt Nam đã ra thông báo về quyết định kỷ luật bằng hình thức cảnh cáo đối với ông Trần Văn Truyền.

## Nghi vấn tham nhũng
Trả lời báo chí về việc ông Trần Văn Truyền, nguyên Tổng thanh tra Chính phủ có dấu hiệu tham ô tài sản hay không, Tổng thanh tra Chính phủ Huỳnh Phong Tranh nói "vụ việc mới chỉ có dấu hiệu vi phạm về tài sản, chế độ chính sách của Nhà nước".
Theo doanh nhân Lâm Minh Chánh viết trên tờ báo Thanh niên, dựa theo định nghĩa về tham nhũng và tham ô của Tổ chức Minh bạch Quốc tế (Transparency International - TI), "tham nhũng là lợi dụng quyền hành để gây phiền hà, khó khăn và lấy của dân. Tham ô là hành vi lợi dụng quyền hành để lấy cắp của công" thì ông Trần Văn Truyền, nguyên Tổng thanh tra Chính phủ, đã phạm tội tham nhũng. Ông ta cho là, "Chi phí cơ hội, thời gian sử dụng những nhà đất mà ông chiếm dụng có thể tính ra tiền. Đó là tài sản của dân, là tài sản công chứ là cái gì nữa? Còn việc ông bổ nhiệm hàng loạt quan chức chưa đủ trình độ, sai với quy chế, gây ra bao nhiêu thiệt hại cho nước, cho dân sẽ gọi là gì? Gọi là sai phạm e rằng chưa đủ. Thiệt hại do hành động đó của ông tính ra còn lớn hơn nhiều so với những thiệt hại từ nhà và đất công do ông chiếm dụng."
Tổng Bí thư Đảng Cộng sản Việt Nam Lê Khả Phiêu yêu cầu tiếp tục điều tra cáo buộc ‘tranh thủ’ bổ nhiệm cán bộ trước khi về hưu của ông Trần Văn Truyền, nêu lý do "Có những đơn vị chỉ cần 1 Vụ trưởng và 2 Vụ Phó thôi nhưng ông Truyền lại đưa một loạt cán bộ lên với hàm cấp tương đương như Vụ trưởng cả,"

## Tuyên bố
Những lời tuyên bố của ông Trần Văn Truyền khi còn tại chức:
2005
- Hồi xưa, nghe vài trăm triệu đồng đã kinh hồn, giờ hàng chục tỉ, hàng trăm tỉ... Nội vấn đề đất đai nó chỉ cần quặt quẹo trên quy hoạch, cấp phép lòng vòng một chút, khi phát hiện ra thì đã mất hàng trăm tỷ đồng rồi"
- "Song hợp pháp đến đâu, khi truy nguyên nguồn gốc cũng là tham nhũng. Vì nhờ có chức quyền, anh nắm được quy hoạch, đầu cơ đúng chỗ đúng lúc nên mới mua 1 đồng bán 10, 100 đồng. Biểu hiện tham nhũng rất rõ: một số cán bộ giàu lên nhanh chóng. Căn cứ đồng lương, kể cả việc sản xuất kinh doanh gia đình cũng không thể lý giải được mức sống đó".
- "Qua những vụ tham nhũng lớn vừa rồi, chúng tôi nhận thấy xử lý cán bộ đã nghỉ hưu dễ hơn nhiều. Còn người gián tiếp mà đang tại chức, họ chạy (án) rất dữ".

2006
- “Đối tượng bị thanh tra thường 'chạy' từ dưới lên, thậm chí 'chạy' tới những người bên ngoài để tác động. Không ít người tìm đến tôi. Cũng có những trường hợp mang phong bì hàng chục nghìn USD”.
- “Thú thực là từ khi làm Tổng thanh tra, không chỉ cá nhân mình mà tôi cũng phải canh giữ cả vợ con. Nhiều khi người ta tác động vào vợ con mình”.[25]

2007
- "Vị trí trách nhiệm của mình đang được người dân quan tâm, kỳ vọng, tôi ý thức được chuyện đó và sẽ làm hết sức mình, làm đầy đủ trách nhiệm và dám chịu trách nhiệm. Đúng là có những việc vượt ngoài khả năng của mình, thậm chí có việc trong khả năng nhưng không thể làm khác nữa được thì cũng phải chấp nhận, vì không thể một mình giải quyết được. Tôi sẽ suy nghĩ và tự thấy khi nào đó không hoàn thành nhiệm vụ hoặc dân hết tín nhiệm thì mình sẽ thôi, sẽ từ chức”.
- "Bất cứ cuộc thanh tra nào, bất cứ vụ giải quyết án nào cũng đều có "chạy". Chạy trực tiếp, chạy gián tiếp, chạy nhiều, chạy ít tùy mỗi việc". "Cái chính là do phẩm chất đạo đức, họ không tự giữ mình"
- “Càng công khai, minh bạch, càng kiểm soát được tình hình; nhất là công khai các hoạt động của bộ máy nhà nước, công khai các việc mà công chức nhà nước phải làm; từ đây công khai, minh bạch luôn cả về tài sản, thu nhập của cán bộ, công chức”

2008
- "Nếu được nói trên diễn đàn Quốc hội, tôi sẽ nói công tác chống tham nhũng hiện không chùng xuống, nếu chùng xuống thì chỉ có báo chí chùng, còn các cơ quan chống tham nhũng khác không chùng".
- “Luật không quy định công khai mà chỉ yêu cầu thẩm tra khi bị tố cáo, hay trước khi bổ nhiệm. Nếu thẩm tra thấy không đúng mới công khai. Hiến pháp đã quy định người dân có quyền giữ bí mật tài sản của mình. Nên chúng tôi không thể kiến nghị sửa hiến pháp được. Hiến pháp chưa sửa thì chưa thể công khai”

2009
- "hồ sơ kê khai tài sản được theo dõi, quản lý theo cả một quá trình, ngay cả khi cán bộ đó nghỉ hưu, hoặc chuyển công tác sang ngành khác, địa phương khác. Trong trường hợp đã về hưu mà phát hiện có tài sản bất minh, không giải trình được, lúc đó cơ quan pháp luật cũng sẽ căn cứ theo luật hiện hành để xử lý".
- “Tất cả những thông tin phía Úc đưa mang tính chất tham khảo, khi tiếp nhận thì chúng ta phải xem xét rất đúng nguyên tắc. Thậm chí, có thể theo nước ngoài, người ta nói căn cứ đó là đủ, đó là phạm tội nhưng theo quy định pháp luật của Việt Nam như vậy chưa chắc đã phạm tội vì chưa đủ chứng cứ.” [26]
- “Tôi mới đi nước ngoài và thấy rằng có nhiều hành vi nước ngoài coi là bình thường nhưng chúng ta lại coi là tham nhũng. Ví dụ tại Mỹ, nhiều khách sạn, nhà hàng nhân viên đều đòi tiền "bo", chi hoa hồng. Còn ở ta, nếu anh nhân viên ở loại hình dịch vụ nào đó nhận tiền của khách thì sẽ bị xử lý.”[27]
- “Tôi đọc bảng kê khai nhưng cũng không biết kê khai thế nào.”[28]

2010
- "Đấu tranh chống tham những, tiêu cực rất gian nan, khó khăn nên chúng ta phải có bản lĩnh, dám đương đầu và chấp nhận để đấu tranh. Nếu đấu tranh mà giải quyết được tình trạng tiêu cực thì đó là có lợi cho cái chung, đất nước đang cần, nhân dân đang mong".
- "Kê khai tài sản thì nhiều hay ít là do tài sản, khai phải trung thực chứ không lo khai nhiều thì sẽ có ý kiến này ý kiến khác".
- "Tiêu cực trong giáo dục vẫn tồn tại nhiều. Nói chung dư luận xã hội có nhiều, nhưng đánh giá vấn đề phải có những bằng chứng cụ thể".

2011
- “Trong nhiệm kỳ mới, vấn đề tôi quan tâm hàng đầu là nâng chất lượng đội ngũ cán bộ, không để xảy ra tiêu cực làm mất uy tín, đồng thời, xây dựng thể chế để hoạt động thanh tra có hiệu quả hơn”[9].
- Còn có nhiều lúc họ đến tôi chơi, mang quà nhưng nói không phải biếu tôi mà gửi biếu mẹ tôi ở quê. Tôi vẫn nói thẳng: “Mấy ông thương tôi thì không nên làm vậy. Dùng tiền quan hệ với nhau, mai mốt không vướng chuyện này cũng dính việc khác nên thôi đành mất lòng trước vậy".[9]
- Có lần, cũng chỉ mới đây thôi, một người quen với một họ hàng của tôi qua nhà chơi, nói là vừa đi Trung Quốc vừa, có chút quà nhỏ thăm tôi. Đó là một chiếc cặp, nhìn cũng rất giản dị thôi, nhưng khi yêu cầu mở cặp ra thì bên trong chứa hàng xấp tiền toàn là đôla. Người này sau đó đã xin lỗi và cầm tiền về[9].

2014
- “Tôi làm việc có nguyên tắc. Bổ nhiệm cán bộ là việc tập thể chứ tôi ở vị trí Tổng Thanh tra khi đó cũng chỉ là người thực hiện nhiệm vụ của mình theo pháp luật. Một mình tôi thì không thể làm gì được.” [29]
- “Tôi làm đúng trách nhiệm và đúng pháp luật, đúng nguyên tắc. Việc đó đã được bàn giao cho Thanh tra Chính phủ và đã có sự chứng kiến cho nên tôi không muốn trả lời và bình luận gì thêm”.
- “Việc này là việc nội bộ. Có vấn đề gì thì các nhà báo liên hệ tới Thanh tra Chính phủ vì đó là việc nội bộ. Sau khi tôi bàn giao có sự chứng kiến của cấp trên, cấp dưới rồi. Tôi không nói gì thêm cả bởi có nói thì người ta vẫn bảo là không thuyết phục”
- “Khi đã nghỉ hưu, tôi cũng về làm vườn, lao động đến thối cả móng tay, cực nhọc lắm chứ đâu bở”[30]
- “Không có chuyện chiếc giường ngủ của vợ chồng tôi trị giá hàng tỉ đồng như bài báo chí đã nêu. Tất cả giường tủ, bàn ghế để nơi thờ tự, trong nhà là do tôi mua sắm từ trước đó, cụ thể là mua ở đường Cộng Hòa, quận Tân Bình, TP.HCM. Họ làm theo lối giả cổ chứ không phải là đồ cổ thật sự đâu mà đắt giá.”[30]
- “Về căn nhà của tôi thì cũng bình thường, nếu có so với những người dân ở quanh đây thì đúng là có rộng rãi hơn chút. Tôi có thằng cháu ở ĐH Kiến trúc TP. Hồ Chí Minh nó về thiết kế cho theo kiểu cũng mới mẻ nên trông bề ngoài có vẻ trang trọng. Còn bên trong, những người vào cũng bảo là bình thường chứ chẳng có vấn đề gì.” [31]
- “Ngoài căn nhà như biệt thự này, tôi còn 4 căn nhà khác lợp ngói đỏ làm bằng gỗ. Gỗ ở đó là tôi mua từ những căn nhà cũ được dỡ ra ở Tây Ninh. Tôi mua mấy chục triệu một cái rồi mang về dựng lên, trong đó có một căn nhà là tôi dùng để làm nhà thờ. Mà nhà không lợp ngói đỏ thì lợp bằng gì? Tôi làm cán bộ bao nhiều năm về dành dụm được ít tiền cùng với con tôi làm đại lý bán bia Sài Gòn và những người con khác góp tiền vào xây căn nhà chung cho gia đình sinh hoạt. Tôi không kinh doanh và cũng không xây dinh thự gì cả mà tờ báo đó lại nói như vậy. Thêm nữa là nói tôi có rất nhiều nhà ở TP. Hồ Chí Minh mà tôi cũng chẳng hiểu những căn nhà đó là ở đâu hay từ trên trời rơi xuống?” [31]
- “Tôi đã đọc bài báo nói về tôi. Tôi xác định rất nhiều thông tin trong bài báo đó không chính xác. Không hiểu người viết có dụng ý gì đó mà đưa ra suy luận rất không tốt như vậy”[31]
- “Tôi có thể khẳng định rằng phần lớn nội dung mà tờ báo đó đã đưa là không chính xác, không đúng sự thật. Việc đưa những thông tin đó lên mặt báo có thể sẽ gây kích động và khiến người dân ở nơi đây mất niềm tin vào cán bộ nhất là một cán bộ như tôi đã từng làm Bí thư Tỉnh ủy tại đây. Người đưa những thông tin về tôi như vậy là không hiểu rõ, hiểu hết. Tôi không hiểu anh em đưa tin cho hứng khởi hay có mục đích gì. Tuy nhiên, khi đưa những thông tin về tôi như vậy thì cũng phải thận trọng, phải nói chính xác. Chuyện không có mà nói là có thì tức là với dụng ý xấu”.[31]
- “Tôi là cán bộ diện Trung ương quản lý, nếu cần xác minh làm rõ, các cơ quan chức năng Trung ương vào cuộc, tôi sẽ cung cấp tất cả thông tin liên quan. Riêng với báo chí, tôi cũng đã trả lời rồi chứ không im hơi lặng tiếng. Còn những ngày qua tôi im lặng là vì không muốn chuyện riêng của mình làm rùm beng, thành vấn đề thời sự khiến mọi người bàn ra tán vào nên thôi không ý kiến gì thêm nữa. Về phía cơ quan báo chí đã đăng tải thông tin, nếu báo nói có cơ sở thì hãy chỉ ra đây, còn nếu đã thấy đưa tin không chính xác thì cần nên cải chính để không làm tổn hại uy tín danh dự của người khác.”[32]
- “Tôi xin lỗi Đảng, xin lỗi nhân dân về những khuyết điểm vừa qua.[33]”
- “Bây giờ, anh hỏi Ủy ban Kiểm tra Trung ương đi nghen. Ủy ban Kiểm tra Trung ương nói rằng thông báo chung thì cơ quan này đã thông báo rồi. Đây là việc nội bộ, trong phạm vi bí mật của nội bộ, cho nên các tài liệu cũng như nội dung đều là bí mật. Anh hỏi tôi sao tôi nói được?”
- “Nói chung là anh không cần phải hỏi tôi mấy chuyện này. Khiếu nại hay không, chừng nào tôi làm thì tôi làm. Làm gì mà báo chí phải quan tâm mấy chuyện này?. Thôi, tôi cám ơn mấy anh em nghen![34]”

2016
- “Biết em mình bị oan, nhưng tôi cũng không thể can thiệp sâu được, vì sẽ bị dị nghị là giúp người thân. Vụ việc này, các cơ quan gây oan sai cần phải xem xét lại tài sản bị thiệt hại của ông Ngừng và có đền bù để giảm một phần mất mát cho người bị oan” - ông Truyền khi nói về vụ việc của em rể ông là Châu Ngọc Ngừng (lúc đó là Ủy viên Ban Chấp hành Đảng bộ thị xã Bến Tre) bị xử oan sai 26 năm vì tội Lạm dụng tín nhiệm chiếm đoạt tài sản xã hội chủ nghĩa.[35]

## Nhận định
- | “                                          | Trong kết quả chung, có công sức đóng góp của lãnh đạo ngành Thanh tra, trong đó phải kể đến công sức của nguyên Tổng Thanh tra Trần Văn Truyền. Đồng chí đã thể hiện bản lĩnh, ý chí, quyết tâm xây dựng ngành, đoàn kết củng cố nội bộ, đưa ra nhiều cách làm mới. | ” |
| — Phó Thủ tướng Chính phủ Nguyễn Xuân Phúc | |   |
- | “                                                                                          | Tôi nhận thiếu sót khi giới thiệu anh Truyền. | ” |
| — Phó Chủ nhiệm thường trực Ủy ban Kiểm tra Trung ương Đảng Cộng sản Việt Nam Vũ Quốc Hùng |                                               |   |
- | “                                               | Tôi buồn lắm. Từ khi báo chí đưa tin sự việc, bạn bè cũng gọi điện trách tôi. Tôi có giải thích với họ là thời điểm tôi đề xuất ông Truyền là người làm việc tốt, có năng lực, còn sau này tôi nghỉ hưu thì không nắm rõ lắm. | ” |
| — nguyên Bí thư Tỉnh ủy Bến Tre Nguyễn Văn Thới | |   |
- | “                                             | Tôi là dân gốc Bến Tre. Tôi biết người dân Bến Tre rất yêu quý anh Truyền khi anh ấy là một vị lãnh đạo thời kỳ kháng chiến nhưng để đến bây giờ phải bị kiểm điểm như thế này là điều hết sức đáng tiếc. | ” |
| — Đại biểu Quốc hội Việt Nam Dương Trung Quốc | |   |